# 汇塘河站
汇塘河站是位于贵州省遵义市汇川区板桥镇的一个铁路车站，邮政编码563117。车站建于1965年，有川黔铁路经过该站，现办理客货运业务，车站及其上下行区间均已电气化。车站距离重庆站271公里，隶属成都铁路局，是四等站。